# Agnes Miegel

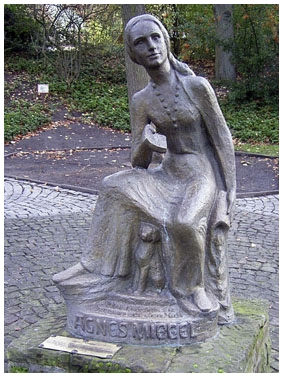
Rzeźba Agnes Miegel w Bad Nenndorf

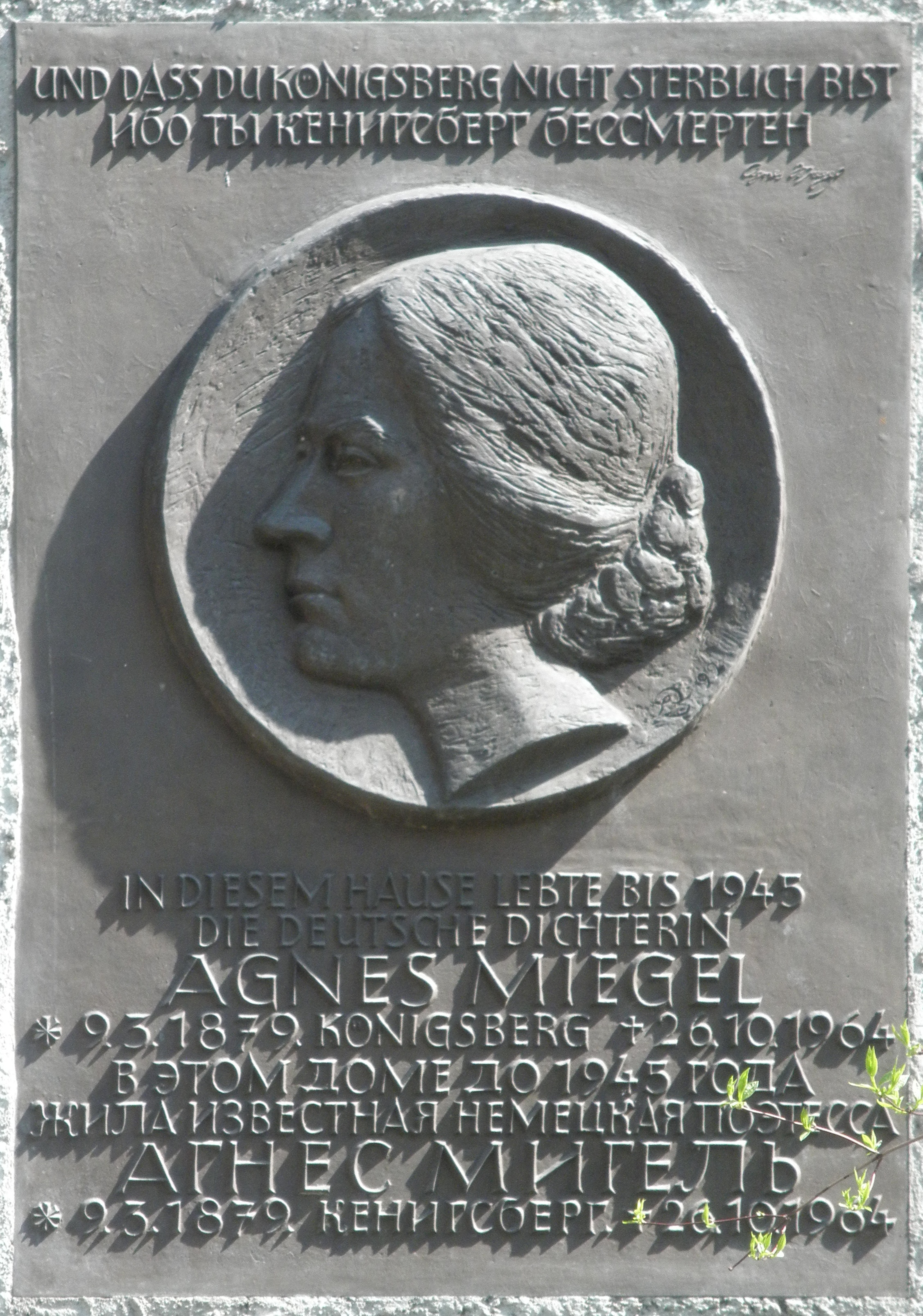
Tablica na domu Agnes Miegel w Królewcu (2012)

Agnes Miegel (ur. 9 marca 1879 w Królewcu, zm. 26 października 1964 w Bad Salzuflen) – niemiecka poetka i dziennikarka, związana z III Rzeszą.

## Życiorys

### Młodość
Przodkowie Agnes Miegel wywodzili się z Salzburga, w 1732 zostali wygnani do Prus. Jej ojcem był Gustaw Adolf Miegel, a matką Helene Hofer. Agnes urodziła się 9 marca 1879. Była jedynaczką. Uczęszczała do szkoły dla dziewcząt w Królewcu. W latach 1894-96 przebywała w szkole z internatem w Weimarze. W tym okresie powstały jej pierwsze wiersze. W 1896 za balladę Elfkönig otrzymała swoje pierwsze pieniądze. W 1898 spędziła trzy miesiące w Paryżu. W 1900 szkoliła się na pielęgniarkę w dziecięcym szpitalu w Berlinie. Spotkała tam Borisa Munchausena, którego rodzina była potem przez wiele lat jej protektorami. W latach 1902–1904 pracowała jako nauczycielka w Anglii, w Bristolu. Z powodu choroby musiała zrezygnować i wróciła do Niemiec, gdzie podjęła pracę w szkole rolniczej w Monachium.

### Życie w Prusach Wschodnich
W 1907 wróciła do Królewca, gdzie musiała się zająć swoimi rodzicami, a szczególnie ojcem cierpiącym na ślepotę, który zmarł w 1917. Do 1945 mieszkała w Królewcu. W tym czasie jedynie na krótko opuszczała rodzinne miasto. W 1916 otrzymała pierwszą nagrodę literacką w życiu - Kleist Preis. Od 1920 pracowała jako dziennikarka w gazecie Ostpreußische Zeitung, a od 1927 także jako pisarka. W 1924 otrzymała doktorat honoris causa uniwersytetu w Królewcu w 200 rocznicę urodzin Immanuela Kanta. W 1929 władze Królewca przyznały jej honorowe obywatelstwo miasta.

### Po drugiej wojnie światowej
W marcu 1945 była zmuszona opuścić Królewiec jako jedna z wypędzonych. Trafiła do duńskiego obozu dla uchodźców w Oksbøl. Do Niemiec wróciła w 1946 i zamieszkała w zamku Appelern należącym do rodziny Münchhausen, która wcześniej była jednym z jej pracodawców i sponsorów. W 1948 przeniosła się do Bad Nenndorf, gdzie zamieszkała. Przeszła proces denazyfikacji w 1949 i została uznana za oczyszczoną, otrzymując V, najniższą kategorię, oznaczającą brak jakichkolwiek win. Odżegnywała się od bezpośrednio politycznego związku z narodowym socjalizmem, twierdząc, że popierała go z powodu jej przywiązania do Prus Wschodnich, jednak publikowała w kojarzonym ze skrajną prawicą magazynie Nation Europa, redagowanym przez byłego członka SS Arthura Ehrhardta. Była dwukrotnie przedstawiana do dekoracji orderem Republiki Federalnej Niemiec, ale odpowiedzialni za to urzędnicy prezydenta Theodora Heussa odrzucali te sugestie. Miegel napisała co prawda wiersz na cześć Heussa, on jednak stwierdził, iż pamięta jej wiersze na cześć Hitlera i nie chciałby, aby jej wiersz o nim i o Hitlerze pojawiały się obok siebie. Zmarła 26 października 1964 w Bad Salzuflen.

## Związki z narodowym socjalizmem
W okresie rządów narodowych socjalistów w Niemczech, Agnes Miegel należała do tych artystów, którzy poparli Adolfa Hitlera. W 1933 wstąpiła do NS-Frauenschaft, a także została członkinią Niemieckiej Akademii Pisarzy po czystkach, które objęły twórców nieprzychylnych nazizmowi. W październiku 1933 była jedną z 88 postaci świata literatury niemieckiej, które podpisały zobowiązanie całkowitej lojalności wobec Hitlera. W 1940 wstąpiła do NSDAP. W 1939 mówiła Ich traue auf Gott und den Führer, - nicht so kindlich-bequem, wie Viele es tun, sondern so, wie man als Deutscher und Ostgermane dem Schicksal vertraut (Wierszę w Boga i Fuhrera, nie tak naiwnie, jak wielu innych, ale jako w tych, którym można powierzyć losy Niemiec i ich wschodnich rubieży).
Była laureatką wielu nagród przyznawanych przez III Rzeszę, W 1935 otrzymała honorową odznakę Allgemeiner Deutscher Sprachverein (Stowarzyszenie Języka Niemieckiego), w 1936 – nagrodę im. Johanna Gottfrieda von Herdera, w 1939 – Honorową Odznakę Hitlerjugend, a w 1940 jedną z najbardziej prestiżowych niemieckich nagród literackich  – nagrodę Goethego. Przedstawiciele najwyższych władz III Rzeszy doceniali jej wsparcie, pisał o tym m.in. Goebbels w liście do Hansa Johsta z 1940, wspominając, że w wierszach Miegel dostrzegł wstrząsające doświadczenia naszych dni pokazane w sposób artystycznie dojrzały.
W pochodzącym z 1938 roku wierszu Dem Schirmer des Volkes opublikowanym w antologii Dem Führer, Miegel pisała:
Laß in deine Hand (Spoczywa w twej ręce)

Führer, uns vor aller Welt bekennen (Fuhrerze, nasz i całego świata los;)

Du und wir, (Ty i my,)

nie mehr zu trennen (nierozłączni)

stehen ein für unser deutsches Land.“ (stoimy w obronie naszego niemieckiego kraju)
Przez cały okres rządów Hitlera, Miegel była faworyzowana przez władze, jej książki wydawano w dużych nakładach, jeździła z odczytami po Niemczech, otrzymywała honorowe obywatelstwa miast i nagrody państwowe. W swoich wierszach głosiła wielkość Hitlera i ideologii narodowo-socjalistycznej. Jej nazwisko figurowało na Gottbegnadeten-Liste (Lista obdarzonych łaską Bożą w III Rzeszy), gdzie została umieszczona na najbardziej prestiżowym miejscu, obok pięciu innych "niezastąpionych" pisarzy. Pozostała wierna reżimowi aż do jego końca. W lutym 1945 opuściła na zawsze Królewiec. Po 1945 pytana o swoje związki z narodowym socjalizmem, odpowiadała: Rozliczy mnie z tego Bóg i nikt inny.

## Działalność literacka
W swoich utworach Miegel skupiała się na treściach chrześcijańskich i narodowych. Pisząc ballady i wiersze, opisywała w nich piękno przyrody oraz swojej małej ojczyzny – Prus Wschodnich. Pierwszy raz publicznie wystąpiła w wieku lat 20 w Królewcu. Swoją pierwszą książkę, zbiór wierszy, wydała w 1901, zaś drugą, zbiór ballad w 1907. Publikowała regularnie, aż do śmierci. Kompletny zbiór jej twórczości obejmuje sześć tomów.
Jej najbardziej znanym utworem jest Die Frauen von Nidden (Kobiety z Niedden), w której Miegel opisała studium zagłady wschodniopruskiego miasta Niedden (dziś: Nida na Litwie) w okresie epidemii dżumy. Utwór ten pojawiał się w podręcznikach szkolnych. Napisała też wiersz o rycerzu Zakonu Najświętszej Marii Panny Domu Niemieckiego, Henningu Schindekopfie. Dzieła zebrane Agnes Miegel wydano w latach 1952−1956 w sześciu tomach, zatytułowanych: Gesammelte Gedichte, Gesammelte Balladen, Stimme des Schicksals, Seltsame Geschichten, Aus der Heimat i Märchen und Spiele.

## Odbiór i upamiętnienie
W sowieckiej strefie okupacyjnej dwa zbiory wierszy Agens Miegel, Werden und Werk. Mit Beiträgen von Karl Plenzat z 1938 i Ostland z 1940 znalazły się na liście utworów zakazanych,
Z powodu częstego poruszania w swojej poezji tematyki wschodniopruskiej, Miegel była często nazywana "matką Prus wschodnich". Marcel Reich-Ranicki, popularny niemiecki krytyk literacki, w swoim opracowaniu Der Kanon zaliczył trzy z jej wierszy: Die Schwester, Die Nibelungen i Die Frauen von Nidden' do kanonu współczesnej literatury niemieckiej.
W 1979 niemiecka poczta wydrukowała okolicznościowy znaczek pocztowy upamiętniający setną rocznicę urodzin Agnes Miegel. Portret poetki, który się na nim znalazł, stworzyła Elisabeth von Janota-Bzowski. Imię Agnes Miegel noszą szkoły w Düsseldorfie, Osnabrück, Wilhelmshaven i Willich, ponadto jej imieniem upamiętniono liczne ulice. W ostatnich latach niektóre z tych nazw ponownie zmieniono, z powodu kontrowersji, jakie budzi działalność Agnes Miegel w czasie drugiej wojny światowej, np. w Erfstad Agnes Miegel strasse została przemianowana w 2010 na St. Agnes Strasse. W 2007 na jej domu rodzinnym w Królewcu przy ulicy Hornstraße 7 (dziś: ul. Serzanta Koloskowa) zawisła tablica upamiętniająca poetkę. We Frydlandzie (dziś: Prawdinsk), na murach szkoły (dawnego gimnazjum), do którego uczęszczała Agnes i która w l. 1923-1945 nosiła jej imię, znajduje się upamiętniająca to tablica. Muzeum jej twórczości mieści się w domu, w którym mieszkała po wojnie w Bad Nenndorf. Budzi ono do dziś kontrowersje, gdyż w jego okolicach regularnych przemarszów dokonują niemieccy neonaziści i skrajnie prawicowe organizacje związane z "wypędzonymi". Miejscem manifestacji politycznych stał się także grób poetki. Tablica została zdjęta z inicjatywy władz obwodowych w grudniu 2015 roku.
Amerykański autor Alfred de Zayas w swojej książce A Terrible Revenge, opisującej wypędzenie Niemców umieścił Agnes Miegel jako jedną z czołowych przedstawicielek literackich tej grupy.

## Nagrody i wyróżnienia
Opracowano na podstawie materiału źródłowego
- 1916 Nagroda Kleist-Preis
- 1924 Doktorat honoris causa Uniwersytetu Albertyna w Królewcu
- 1935 Honorowy pieścień Allgemeinen deutschen Sprachvereins
- 1936 Nagroda im. Johanna Gottfrieda von Herdera,
- 1939 Honorowe obywatelstwo Królewca
- 1939 Honorowa odznaka Hitlerjugend
- 1940 Nagroda Goethego
- 1952 Nagroda Kulturalna Westwalii
- 1954 Honorowe obywatelstwo Bad Nenndorf
- 1957 Honorowa odznaka Ostdeutschen Kulturrates
- 1959 Großer Literaturpreis der Bayerischen Akademie der Schönen Künste
- 1962 Nagroda der Landsmannschaft Westpreußen

## Twórczość
Opracowano na podstawie materiału źródłowego
- Gedichte. Stuttgart 1901
- Balladen und Lieder. Jena 1907
- Gedichte und Spiele. Jena 1920
- Heimat. Lieder und Balladen. Lipsk 1925
- Geschichten aus Alt-Preußen. Jena 1926
- Die schöne Malone, Erzählungen. Lipsk 1926
- Spiele. Jena 1926
- Gesammelte Gedichte. Jena 1927
- Die Auferstehung des Cyriakus, Erzählungen. Lipsk 1928
- Kinderland, Erzählungen. Lipsk 1930
- Dorothee, Erzählungen. Królewiec 1931
- Der Vater, Erzählungen. Berlin 1932
- Herbstgesang, Gedichte. Jena 1932
- Weihnachtsspiel. Królewiec 1933
- Kirchen im Ordensland – Gedichte. Królewiec 1933
- Gang in die Dämmerung – Erzählungen. Jena 1934
- Das alte und das neue Königsberg. Królewiec 1935
- Deutsche Balladen. Jena 1935
- Unter hellem Himmel, Erzählungen. Jena 1936
- Kathrinchen kommt nach Hause, Erzählungen. Lipsk 1936
- Noras Schicksal, Erzählungen. Königsberg 1936
- Das Bernsteinherz, Erzählungen. Lipsk 1937
- Audhumla, Erzählungen. Królewiec 1937
- Herden der Heimat. Erzählungen mit Zeichnungen von Hans Peters. Królewiec 1937
- Viktoria, Gedicht und Erzählung. Ebenhausen 1938
- Frühe Gedichte Stuttgart 1939
- Herbstgesang. Jena 1939
- Die Schlacht von Rudau, Spiel. Królewiec 1939
- Herbstabend, Erzählung. Eisenach 1939
- Ostland. Gedichte. Jena 1940
- Im Ostwind, Erzählungen. Jena 1940
- Wunderliches Weben, Erzählungen. Królewiec 1940
- Ordensdome. Królewiec 1940
- Mein Bernsteinland und meine Stadt. Królewiec 1944
- Du aber bleibst in mir, Gedichte. Hameln 1949
- Die Blume der Götter, Erzählungen. Kolonia (1949
- Der Federball, Erzählungen. Kolonia  1951
- Die Meinen, Erzählungen. Kolonia 1951
- Ausgewählte Gedichte. Kolonia (1952
- Gesammelte Werke (G.W.). Kolonia 1952-55
- Truso, Erzählungen. Kolonia 1958
- Mein Weihnachtsbuch, Gedichte und Erzählungen. Kolonia 1959
- Heimkehr, Erzählungen. Kolonia 1962